# Oligia una
Oligia una är en fjärilsart som beskrevs av John Kern Strecker 1900. Oligia una ingår i släktet Oligia och familjen nattflyn. Inga underarter finns listade i Catalogue of Life.